# 1013 Tombecka
1013 Tombecka هو كويكب، يقع ضمن حزام الكويكبات. اكتشف في 17 يناير 1924.

## روابط خارجية
- 1013 Tombecka في قاعدة بيانات مختبر الدفع النفاث لأجرام النظام الشمسي الصغيرة

- الاكتشاف · مخطط المدار ·  العناصر المدارية · المعلمات المادية

- 1013 Tombecka على موقع ويكي سكاي: DSS2, SDSS, GALEX, IRAS, Hydrogen α, X-Ray, Astrophoto, Sky Map, Articles and images